# バクスター・ザ・ボブキャット

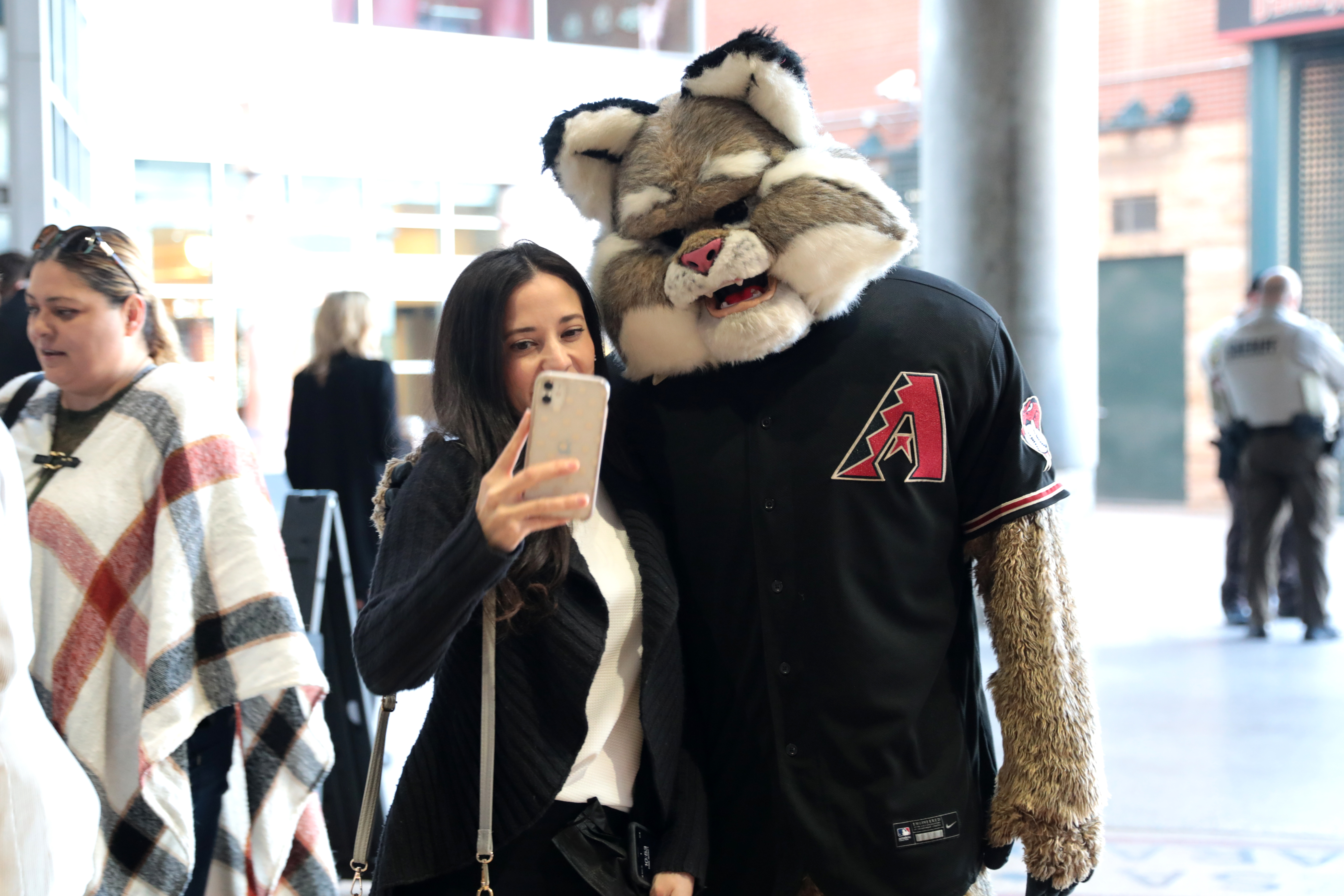
バクスター・ザ・ボブキャット

バクスター・ザ・ボブキャット（Baxter the Bobcat）は、MLBのアリゾナ・ダイヤモンドバックスの球団マスコットキャラクターである。
モチーフはボブキャット（アカオオヤマネコ）。

## 概要・特徴
アリゾナ・ダイヤモンドバックス創設3年目の2000年6月23日、本拠地バンクワン・ボールパーク（現:チェイス・フィールド）で球団史上初のマスコットとしてバクスター・ザ・ボブキャット（以下バクスター）は登場した。なお、バクスターを考案したのは当時ダイヤモンドバックスに在籍していたジェイ・ベルの息子のブラントリーである。

## プロフィール
球団公式ホームページによるプロフィールは以下の通り。
- メジャーデビュー：2000年6月23日
- 体重：200ポンドは超えている
- 生息地：チェイス・フィールド内にあるバクスターズ・デン
- 趣味：Tシャツをトスすること、ダンス、ファンミーティングへの参加
- 好きな食べ物：カルネ・アサーダ、フィッシュタコス、ピザなど
- 好きな歌：D-backs Swing、Back in Black、La Vida es un Carnaval、Cat Scratch Fever
- 好きな本：The Cat in the Hat、"Hairy" Potter
- 好きなテレビ局：アニマルプラネット、FOXスポーツ・アリゾナなど
- 好きなブロードウェイ作品：キャッツ
- 背番号：1